# 卡尔·施泰因胡贝尔
卡尔·施泰因胡贝尔（德語：Karl Steinhuber，1906年5月1日—2002年11月），奥地利男子皮划艇运动员。他曾代表奥地利参加1936年夏季奥林匹克运动会皮划艇比赛，搭档维克托·卡利施获得男子双人皮艇10000米银牌。